# 147
Cette page concerne l'année 147  du calendrier julien. Pour l'année 147 av. J.-C., voir 147 av. J.-C. Pour le nombre 147, voir 147 (nombre).
L'année 147 est une année commune qui commence un samedi.

## Événements
- 1er décembre, Empire romain : association au pouvoir de Marc Aurèle, qui reçoit la puissance tribunitienne ; son épouse Faustine devient Augusta[1].

## Naissances en 147
- 30 novembre : Annia Aurelia Galeria Faustina, fille de Marc Aurèle et de Faustine la Jeune[2].

## Décès en 147
- Vologèse III, roi des Parthes.
- Kanishka Ier (date supposée).